# Ljudmila Volodimirivna Rudenko
Ljudmila Volodimirivna Rudenko ukránul: Людмила Володимирівна Руденко (oroszul: Людми́ла Влади́мировна Руде́нко, az angol szakirodalomban: Lyudmila Rudenko, a német szakirodalomban: Ljudmila Rudenko) (Lubni (Poltavai terület, ma Ukrajna), 1904. július 27. – Leningrád, 1986. március 4.) ukrán származású szovjet női sakkozó, a második női sakkvilágbajnok 1950–1953 között, a Szovjetunió női sakkbajnoka (1952).
Nemzetközi mester 1950-től és női nemzetközi nagymester 1976-tól. Ő volt az első női sakkozó, aki nemzetközi mester címet kapott. Foglalkozása tervező-közgazdász volt, a sakkal munkája mellett foglalkozott.
2015-ben beválasztották a World Chess Hall of Fame (Sakkhírességek Csarnoka) tagjai közé.

## Élete
A mai Ukrajna Poltavai területén fekvő Lubni városában született. 10 éves korában apja tanította meg sakkozni, de ő inkább az úszást részesítette előnyben. A középiskola után Odesszába költözött, ahol közgazdaságtant tanult. Ez idő alatt Odessza úszóbajnoka volt 400 méteres mellúszásban. 1925-ben Ukrajna úszóbajnokságán mellúszásban második helyezést ért el.
1925-ben a szovjet kormány gazdasági tervező bizottságában kapott munkát, ezért Moszkvába költözött.
1929-ben Leningrádba költözött, ahol tovább folytatta munkáját a szovjet kormány számára a gazdasági tervezés területén. Itt összeházasodott a kibernetika úttörőjének tekintett Lev Davidovics Goldstejnnel, és 1931-ben fiuk született (Vlagyimir Goldstejn).
A második világháborúban, Leningrád ostroma idején megszervezte a gyári munkások gyerekeinek evakuálását, és egy hadiüzemben, az ufai motorgyárban dolgozott mérnök-közgazdászként. A háború befejezése után visszaköltözött Leningrádba, és itt élt 81 éves korában bekövetkezett haláláig.

## Sakkpályafutása
1926-ban Moszkvában vett részt az első komolyabb sakkversenyen, amelyet a Komszomolszkaja Pravda című újság szervezett. Az utolsó helyek egyikén végzett, de ezután kezdett el komolyan foglalkozni a sakkelmélettel. 1927-ben játszott először a szovjet sakkbajnokság döntőjében, ahol az 5. helyet szerezte meg. 1928-ban már Moszkva női sakkbajnoka, méghozzá úgy, hogy mind a 12 játszmáját megnyerte.
1929-től Leningrádban Pjotr Romanovszkij sakkmester és Alekszandr Tolus későbbi nagymester volt az edzője. Már háromszor nyerte meg Leningrád bajnokságát, amikor első alkalommal 40 éves kora után nemzetközi színtéren is megmérkőzhetett. Első nemzetközi szereplése 1946-ban a szovjet–brit rádiómeccsen volt, ahol a Rowena Bruce elleni mindkét mérkőzését megnyerte. Egyik győztes játszmája
A háború után Alekszandr Tolus nagymester és Grigorij Levenfis voltak a trénerei. 1950–1953 között a sakkozás második női világbajnoka volt.
16 alkalommal játszott a szovjet női bajnokság döntőjében. 1952-ben a Tbilisziben rendezett bajnokságon a Szovjetunió női bajnoka lett, 1936-ban, 1945-ben, 1947/48-ban és 1953-ban a 2. helyen végzett.
Összesen hét alkalommal nyerte meg Leningrád bajnokságát (1932, 1936, 1947, 1957, 1958, 1962, 1963). 1955-ben megnyerte az Üzbég Köztársaság, 1956-ban Ukrajna nyílt női bajnokságát.
1976-ban kapta meg a női nemzetközi nagymester címet.

## Világbajnoki mérkőzései
A Vera Menchik halála miatt betöltetlen női sakkvilágbajnoki címért a Nemzetközi Sakkszövetség 1949–50-ben körmérkőzéses tornát írt ki, amelyen 12 ország 16 versenyzője vett részt, köztük négy szovjet sakkozónő, akik végül az első négy helyen végeztek. A versenyt Rudenko nyerte meg 15 játszmából szerzett 11,5 ponttal (+9=5-1). A női világbajnoki címhez a FIDE a nemzetközi mesteri fokozatot adományozta neki.
A világbajnoki címet 1953-ig viselte, ekkor a világbajnokjelölti versenysorozat győztesével, Jelizaveta Bikovával vívott párosmérkőzésen 8–6 arányban alulmaradt.
Az 1955–56-os világbajnoki ciklusban a FIDE úgy döntött, hogy a világbajnoki címért hárman mérkőzzenek meg: a címvédő, az előző világbajnoki döntő vesztese, valamint a világbajnokjelölti verseny győztese. Ennek megfelelően 1956-ban hárman küzdöttek a női világbajnoki címért: Jelizaveta Bikova, Ljudmila Rudenko, valamint Olga Rubcova. A hármas körmérkőzésen nyolc-nyolc mérkőzést vívtak egymással, amelyet végül Olga Rubcova nyert meg, Ljudmila Rudenko a 3. helyet szerezte meg.